# Krossekärr
Krossekärr är en ort i Tanums socken i Tanums kommun i Bohuslän. Fram till 2015 hade SCB  för bebyggelsen i orten och i en bebyggelse strax väster om Kuseröd avgränsat en småort namnsatt till Krossekärr och Kuseröd. Sedan 2015 räknas området som en del i tätorten Grebbestad.